# السجلات العامة
السجلات العامة هي وثائق أو أجزاء من المعلومات التي لا تعتبر سرية وتتعلق بشكل عام بسلوك الحكومة.

## نبذة
على سبيل المثال، في كاليفورنيا، عندما يملأ الزوجان طلب ترخيص زواج، يكون لديهم خيار تحديد المربع لمعرفة ما إذا كان الزواج «سريًا» (سيتم إغلاق السجل، ولن يتم فتحه للجمهور بمجرد تسجيله) أو «عاما»(سيصبح السجل سجلًا عامًا بمجرد تسجيله). بشكل أساسي، إذا كان سجل الزواج عامًا، فيمكن طلب نسخة من السجل من المقاطعة التي حدث فيها الزواج. تتضمن الأمثلة الأخرى للسجلات العامة المعلومات المتعلقة بالمواليد والوفيات والمعاملات الموثقة مع الوكالات الحكومية.

## تاريخ
منذ أقدم المجتمعات المنظمة، مع الضرائب والنزاعات وما إلى ذلك، كانت هناك حاجة إلى سجلات من نوع ما. في بابل القديمة، كانت السجلات مكتوبة بخط مسماري على ألواح من الطين. في إمبراطورية الإنكا في أمريكا الجنوبية، التي لم يكن لديها كتابة، تم الاحتفاظ بالسجلات عبر شكل مفصل من العقد في الحبال (كيوبي)، التي فقدت معناها.
في أوروبا الغربية في أواخر العصور الوسطى، اشتملت السجلات العامة على سجلات التعداد وكذلك سجلات الميلاد والوفاة والزواج. مثال على ذلك هو 1086 كتاب يوم الفبة من ويليام الفاتح. كما تم تسجيل تفاصيل اتفاقيات الزواج الملكي، والتي كانت بالفعل معاهدات دولية. صدر قانون مكتب السجلات العامة في المملكة المتحدة، الذي أضفى الطابع الرسمي على حفظ السجلات من خلال إنشاء مكتب السجلات العامة، في عام 1838.

## السجلات العامة
- سجلات إجراءات المحكمة
- سجلات الزواج
- طلقة القدح

## الوصول إلى السجلات العامة
على الرغم من أن السجلات العامة هي سجلات للأعمال العامة، إلا أنها ليست متاحة بالضرورة دون قيود، على الرغم من أن تشريعات حرية المعلومات (FOI) التي تم إدخالها تدريجياً في العديد من الولايات القضائية منذ الستينيات جعلت الوصول إليها أسهل. كل حكومة لديها سياسات ولوائح تحكم توافر المعلومات الواردة في السجلات العامة. من القيود الشائعة أن البيانات المتعلقة بشخص ما لا تكون متاحة عادةً للآخرين؛ على سبيل المثال، ينص قانون كاليفورنيا للسجلات العامة على أنه «باستثناء القليل من الاستثناءات الصريحة، لا يجوز الكشف عن المعلومات الشخصية التي يتم الاحتفاظ بها عن أي فرد دون موافقة الشخص».
في المملكة المتحدة، خضعت أوراق مجلس الوزراء لقاعدة الثلاثين عامًا: حتى إدخال قانون حرية المعلومات، لم تكن أوراق مجلس الوزراء متاحة لمدة ثلاثين عامًا؛ قد يتم حجب بعض المعلومات لفترة أطول. اعتبارًا من 2011 لا تزال القاعدة سارية على بعض المعلومات، مثل محاضر اجتماعات مجلس الوزراء.
توفر بعض الشركات إمكانية الوصول، مقابل رسوم، إلى العديد من السجلات العامة المتاحة على الإنترنت. يتخصص الكثير منهم في أنواع معينة من المعلومات، بينما يوفر البعض إمكانية الوصول إلى أنواع مختلفة من السجلات، عادةً للمحترفين في مختلف المجالات. تبيع بعض الشركات برامج مع وعد بالوصول غير المحدود إلى السجلات العامة، ولكنها قد لا تقدم شيئًا أكثر من المعلومات الأساسية حول كيفية الوصول إلى مواقع الويب العامة المتاحة بالفعل والمجانية بشكل عام.
ترعى وسائل الإعلام الإخبارية والجماعات المدنية والمكتبات والمنظمات غير الربحية والمدارس والمجموعات المهتمة الأخرى مثل «أسبوع الشمس المشرقة» كل عام. يصادف أسبوع الشمس المشرقة منتصف شهر مارس، بالتزامن مع عيد ميلاد جيمس ماديسون واليوم الوطني لحرية المعلومات في السادس عشر من الشهر. الغرض من الأسبوع هو تسليط الضوء على فكرة أن «الحكومة تعمل بشكل أفضل عندما تعمل في العراء».
في العديد من الولايات، غالبًا ما تُعفى الهيئات التشريعية للولايات من قوانين السجلات العامة التي تنطبق على المسؤولين التنفيذيين بالولاية والمسؤولين المحليين. في عام 2016، قدمت وكالة الانباء طلبًا لرسائل البريد الإلكتروني والجداول اليومية للقادة التشريعيين للولاية (رؤساء مجالس الدولة ورؤساء مجالس الولايات) في جميع الولايات الخمسين؛ رفضت الغالبية الطلب.

### سجلات المحكمة
وكان تطور حق القانون العام في «الوصول إلى سجلات المحكمة لتفتيشها ونسخها» ذا أهمية خاصة. التوقع المتأصل في حق القانون العام للوصول إلى سجلات المحكمة هو أن أي شخص قد يأتي إلى مكتب كاتب المحكمة خلال ساعات العمل ويطلب فحص سجلات المحكمة، مع إمكانية الوصول الفوري تقريبًا. هذا الحق هو ضمانة مركزية لنزاهة المحاكم. أي قرار لإخفاء سجلات المحكمة يتطلب أمر ختم. الحق في الوصول إلى سجلات المحكمة هو أيضًا أمر أساسي للحرية: لا توجد طريقة يمكن تصورها لممارسة حق المثول أمام القضاء، الذي اعتبره القاضي الراحل برينان  «حجر الزاوية» لدستور الولايات المتحدة، في غياب الوصول إلى سجلات المحكمة السجلات العامة.
في الولايات المتحدة ، أعادت الولايات المتحدة التأكيد على حق القانون العام في «الوصول إلى سجلات المحكمة لفحصها ونسخها» المحكمة العليا في قضية نيكسون ضد شركة وارنر كوميونيكيشنز (1978)، حيث وجدت المحكمة أجزاء مختلفة من الحق في الوصول إلى سجلات المحكمة على أنها جزء لا يتجزأ من التعديلات الأول والرابع والسادس والرابع عشر. في الولايات المتحدة، يخضع الوصول إلى سجلات المحكمة للحقوق المدنية في تعديلات دستور الولايات المتحدة، وليس بموجب قانون حرية المعلومات.
مع تزايد إمكانية الوصول إلى سجلات المحكمة عبر الإنترنت، أصبحت المخاوف بشأن تقويض المعلومات الخاصة قضية مهمة. في الماضي، كان الحصول على سجلات المحكمة يتطلب من الأشخاص الذهاب جسديًا إلى قاعة المحكمة وطلب المستندات، مما يجعل مخاوف الخصوصية عفا عليها الزمن بشكل أساسي. ومع ذلك، مع السهولة النسبية التي يمكن للناس من خلالها الوصول إلى هذه السجلات، فإن المعلومات الحساسة للغاية (مثل أسماء الضحايا وأرقام الضمان الاجتماعي وما إلى ذلك) معرضة لخطر الاستغلال العام.

### في الولايات المتحدة الأمريكية
الوصول إلى الولايات المتحدة تسترشد السجلات العامة الوطنية بقانون حرية المعلومات (FOIA). قد ترفض الوكالات الفيدرالية طلبات الوصول إلى السجلات وفقًا لقانون حرية المعلومات إذا كانت المعلومات المطلوبة خاضعة للإعفاء، أو قد يتم تنقيح (حذف) بعض المعلومات.
بالإضافة إلى قانون حرية المعلومات الوطني، يوجد لدى جميع الولايات شكل من أشكال تشريعات حرية المعلومات. على سبيل المثال، كولورادو لديها قانون السجلات المفتوحة كولورادو (كورا)؛  يُعرف القانون في ولاية نيو جيرسي باسم قانون السجلات العامة المفتوحة (OPRA).
هناك العديد من درجات إمكانية الوصول إلى السجلات العامة بين الولايات، حيث يسهل بعضها طلب المستندات واستلامها، والبعض الآخر به العديد من الإعفاءات والفئات المقيدة من المستندات. إحدى الولايات التي تستجيب بشكل عادل لطلبات السجلات العامة هي نيويورك، التي تستخدم لجنة الحكومة المفتوحة لمساعدة المواطنين في طلباتهم. الولاية التي كانت مقيدة إلى حد ما في كيفية استجابتها لطلبات السجلات العامة هي ولاية بنسلفانيا، حيث كان القانون يفترض سابقًا أن جميع المستندات معفاة من الكشف، ما لم يتم إثبات خلاف ذلك. تم تغيير هذا من خلال مشروع قانون عام 2008 دخل حيز التنفيذ في عام 2009. يغطي قانون السجلات العامة بكاليفورنيا (قانون حكومة كاليفورنيا §§6250-6276.48) اعتقال وحجز سجلات النزلاء في سجون وسجون ولاية كاليفورنيا، والتي لا تغطيها حقوق التعديل الأول (حرية التعبير والصحافة). يُنظر إلى وصول الجمهور إلى سجلات الاعتقال والحجز على أنه ضمانة أساسية للحرية.[بحاجة لمصدر]

#### استخدامات السجلات العامة
مع ظهور الإنترنت وعصر المعلومات، ازداد الوصول إلى السجلات العامة في الولايات المتحدة لأي شخص يرغب في عرضها بشكل كبير. تستخدم الأطراف الثالثة مثل صناعة وسيط المعلومات بانتظام السجلات العامة لتجميع ملفات تعريف يمكن الوصول إليها بسهولة عن ملايين الأشخاص، وقد تحقق ربحًا من خدمة إعادة تجميع البيانات واستخراجها.
تُستخدم بيانات السجلات العامة لأغراض متعددة، مثل ضمان تديد أو سداد مدفوعات إعالة الطفل على النحو الذي تحدده المحاكم،  مساعدة مكاتب الائتمان في الاحتفاظ ببيانات دقيقة  والمساعدة في دفع استحقاقات التقاعد للمتقاعدين.

#### الوصول إلى السجلات الجنائية في الولايات المتحدة
تعتبر السجلات الجنائية الفردية بشكل عام من السجلات العامة في الولايات المتحدة وغالبًا ما يتم الوصول إليها عن طريق عمليات التحقق من خلفية السجل الجنائي، ولكن «الوصول إلى معلومات السجل الجنائي التي يحتفظ بها مكتب التحقيقات الفيدرالي واستخدامها كان محدودًا بشكل تقليدي ويتم التحكم فيه إلى حد كبير لحماية الخصوصية للأفراد الذين ترتبط بهم السجلات». يفرض قانون الإبلاغ عن الائتمان العادل الفيدرالي «متطلبات ممارسة المعلومات العادلة من قبل وكالات الإبلاغ عن المستهلك التي تبلغ عن معلومات السجل العام، مثل سجلات التاريخ الجنائي، لأغراض التوظيف»، وتفرض بعض قوانين حماية المستهلك في الولاية لوائح أكثر تقييدًا.
ووفقًا للجنة المراسلين لحرية الصحافة، في الولايات المتحدة، فإن سجلات الاعتقال «مفتوحة بشكل عام للجمهور ما لم تكن تتعلق بتحقيق نشط أو مستمر. تقيد بعض الدول المعلومات التي يمكن الحصول عليها من سجل الاعتقال، خاصة عندما يتعلق الأمر بأفراد لم يتم توجيه تهم إليهم مطلقًا أو تمت تبرئتهم أو شطب سجلاتهم. مرة أخرى، سينتج عن القرار غالبًا اختبار موازنة يقارن بين مصلحة الجمهور في الكشف عن المعلومات ومصالح الخصوصية الفردية.»  بلاضافة إلى ذلك، تُعفى سجلات الوصاية الوقائية وجنوح الأحداث من معظم قوانين السجلات المفتوحة في الولاية، مثل أن الوصول «يقتصر على الحدث أو والديه أو الأوصياء عليه أو الأطراف الأخرى المشاركة مباشرة في مسألة قانونية».

#### إتلاف السجلات العامة
في أوائل عام 2018، وضع الأرشيف الوطني صفحة ويب، «التخلص غير المصرح به من السجلات الفيدرالية»، لنشر جميع حالات التحقيقات في التدمير المحتمل غير المصرح به للسجلات.

## انظر ايضاً
- المجال العام
- مؤسسة الحدود الإلكترونية

### قراءة معمقة
- طلب السجلات العامة للملفات الورقية - واستجابة المدينة هي دعوى قضائية . «يقول المسؤولون المحليون إن على محاكم مونتانا أن توازن بين الخصوصية والإفصاح». مراجعة كولومبيا للصحافة

## روابط خارجية
- أدلة إلى السجلات العامة من UCB Libraries GovPubs
- منشورات من حكومة الولايات المتحدة من USA.gov
- لقد رفعت دعوى قضائية بموجب قانون حرية المعلومات لكشف كيف قتلت إدارة أوباما إصلاح قانون حرية المعلومات ، فايس نيوز
- مايكروسوفت: متعقب السجلات العامة الحكومية من شركة Eskel Porter Consulting
- مركز النزاهة العامة
- تحالف إعلامي يقاضي إدارة ماكروري بسبب السجلات ، WRAL
- لعبة التأجيل: إدارة ماكروري تتمادى في قضية السجلات العامة ، IndyWeek